# Грујо Леро
Грујо Леро (Високо, 26. јул 1949) српски је књижевник афористичар. члан Удружења књижевника Српске и председник Удружења афористичара „1. април” из Бијељине. Оснивач је Међународног фестивала хумора и сатире у Бијељини.

## Биографија
Грујо Леро рођен је 1949. године у Високом, где се његов отац доселио из Херцеговине. У родном граду завршио је основну школу и гимназију, а Филозофски факултет, Одсек југословенских књижевности, у Сарајеву. После потписивања Дејтонског споразума, 1995. године, избегао у Бијељину, где и данас живи. Запослен је као лектор у Новинској агенцији Републике Српске – СРНА.

## Књижевни рад
Прву њигу песама Изгубљени завичај објавио је 1997. у издању Задужбине Петар Кочић. Прву збирку афоризама То исто, али мало друкчије објавио је 2021. године, а издао ју је Ошишани јеж. У збирци су се нашли афоризми које је БН телевизија дуже од годину дана емитовала у емисији Недељно поподне. Објавио је више зборника афоризама и хумористичко-сатиричних песама. Епиграме и афоризме редовно објављује у часопису Афоризми и афористичари Ђорђа Оташевића и у електронским издањима Етна, СатирАрт, Носорог, Жикишон, Македонски остен, Ошишани јеж, Шипак и другим.
Године 2004. основао је Међународни фестивал хумора и сатире, који сваке године организује у Бијељини поводом 1. априла – Свјетског дана шале. У оквиру ове манифестацијепокренуо је 2016. године зборник Живот пише афоризме, који од тада излази поводом сваког Фестивала.
Члан је Удружења књижевника Републике Српске и председник Удружења афористичара „1. април” из Бијељине.